# Нож за сечење папира
Нож за сечење папира или гиљотина за папир, како се другачије назива, је алат који се користи у штампарству али и као канцеларијска опрема. Дизајниран је да сече већу количину папира одједном правећи притом савршено равне ивице.
Први нож за папир конструисао је Маскит, 1844. године.
Сам нож данас је не краћи од 30 центиметара док се у штампаријама користе и ножеви дужи од 80 центиметара.